# Йоанис Велулас
Йоанис Велулас (на гръцки: Ιωάννης Βελούλας) е гръцки офицер и деец на гръцката въоръжена пропаганда в Македония от края на 19 и началото на XX век.

## Биография
Йоанис Велулас е роден в село Янота, Еласонско. Включва се в борбата с ВМОРО и действа начело с чета във Воденско, Берско, Костурско и Леринско. Действа заедно с Георгиос Диконимос и Григорис Фалиреас. През юни 1907 година участва в битката при Сребрено. Участва в нападения на Косинец, Луковища и Вишени.
Взема участие в Балканската война като доброволец и е ранен тежко.
Велулас участва в освобождението на Северен Епир и става лейтенант в частта на Георгиос Цондос в Корча, Автономна република Северен Епир.